# Precámara
En mecánica del automóvil, se llama precámara a la hendidura realizada en la parte posterior de la cámara de compresión donde entrará el aire a gran presión y seguidamente se le inyectará el gasóleo (ya que solo se usa en motor diésel).
De esta forma se consigue una combustión más progresiva y menos violenta y como consecuencia de esto se logra un funcionamiento más silencioso y con menos vibraciones del motor.
Las tecnologías actuales de inyector-bomba desarrollada por Volkswagen, y common-rail desarrollada por Fiat, junto con el control electrónico de la inyección (EDC) permiten usar presiones de inyección de hasta 1500 kg/cm² (=bar) en el common-rail y más de 2000 kg/cm² en el conjunto inyector-bomba (diez veces mayor que la utilizada con los sistemas anteriores de inyector hidráulico y Bomba inyectora).
Estos sistemas de alta presión logran una pulverización mucho mejor del combustible, además, el control electrónico de la inyección permite realizar una pequeña pre-inyección anterior a la inyección propiamente dicha, obteniéndose como resultado mayor torque (par) y potencia con un menor consumo, esto es: mayor rendimiento, y una serenidad hasta ahora nunca imaginada en un motor diésel.
Si bien el desarrollo del common-rail es de Fiat, se le cedió la fabricación a Robert Bosch GmbH (empresa con más de 100 años fabricando equipos de inyección) quién comenzó a equipar motores para Mercedes Benz, BMW, Audi, Peugeot y Citroën. 
Estas nuevas tecnologías permiten el uso de la inyección directa (sin precámara), inclusive en vehículos pequeños, en los cuales siempre era necesario utilizar inyección indirecta (con precámara) para que estos motores funcionaran con niveles de ruido y vibración aceptables (y aun así solían ser muy ruidosos). Estos nuevos motores (motor diésel) con tecnología Turbo inyección directa controlados electrónicamente son inclusive muchísimo más serenos que los anteriores que utilizaban precámara.
El rendimiento  efectivo con un motor de inyección directa es mayor que uno de indirecta ya que tenemos menos pérdidas de calor durante el proceso de combustión, sabemos que la relación superficie volumen es mayor en uno de inyección indirecta lo que produce mayores pérdidas de calor.
Ver: Motor de explosión
- Datos: Q5695865